# ワンダーのり子
ワンダーのり子（わんだー のりこ、本名・梅本〈旧姓・小笠原〉燿子、1945年 -  ）は、元吉本興業所属の女流奇術師。ワンダーのりこと表記した時期もあった。
母は師匠でもある奇術師のワンダー天勝。最初は後見（アシスタント）で旧うめだ花月の舞台に立つ。その後は独立し、うめだ花月に後見を従えて舞台に立った。奇術の腕前はあまりなかったが容姿端麗で美人で人気者になり、熱烈なファンがいた。1973年に漫才師の海原かける・めぐるの海原かけると結婚し、家庭に入るために引退した。実の娘は海原やすよ・ともこ。